# Kalev Chocolate Team
La Kalev Chocolate Team (codice UCI: KCT) era una squadra maschile di ciclismo su strada estone. Aveva licenza da UCI Professional Continental Team, che le consentiva di partecipare alle gare dei Circuiti continentali UCI. È stata dismessa alla fine della stagione 2010.

## Cronistoria

### Annuario
| Anno | Codice | Nome                                  | Cat. | Biciclette | Dirigenza                                                                     |
| ---- | ------ | ------------------------------------- | ---- | ---------- | ----------------------------------------------------------------------------- |
| 2004 | KCT    | Kalev Chocolate Team-Merida           | GSII | Merida     | Manager: Jüri Savitski Dir. sportivi: Andres Lekko, Agnes Kukk                |
| 2005 | KCT    | Kalev Chocolate-Classic Bicycles Team | CT   | ?          | Manager: Jüri Savitski Dir. sportivi: Andres Lekko, Agnes Kukk                |
| 2006 | KCT    | Kalev Chocolate Team                  | CT   | Bianchi    | Manager: Jüri Savitski Dir. sportivi: Andres Lekko, Agnes Kukk                |
| 2007 | KCT    | Kalev Chocolate Team                  | CT   | Bianchi    | Manager: Jüri Savitski Dir. sportivi: Andres Lekko, Agnes Kukk, Innar Mandoja |
| 2008 | KCT    | Kalev Chocolate Team                  | PCT  | Merida     | Manager: Jüri Savitski Dir. sportivi: Raul Oja, Jacek Walczak                 |
| 2009 | KCT    | Meridiana-Kalev Chocolate Team        | PCT  | ?          | Manager: Jüri Savitski Dir. sportivi: Adriano Nova, Andris Reiss, Agnes Kukk  |
| 2010 | KCT    | Kalev Chocolate Team-Kuota            | PCT  | Kuota      | Manager: Jüri Savitski Dir. sportivi: Roberto Vigni, Andris Reiss, Agnes Kukk |

### Classifiche UCI
Fino al 1998, le squadre ciclistiche erano classificate dall'UCI in un'unica divisione. Nel 1999 la classifica a squadre venne divisa in prima, seconda e terza categoria (GSI, GSII e GSIII), mentre i corridori rimasero in classifica unica. Nel 2005 fu introdotto l'UCI ProTour e, parallelamente, i Circuiti continentali UCI; dal 2009 le gare del circuito ProTour sono state integrate nel Calendario mondiale UCI, poi divenuto UCI World Tour.
| Anno | Class.    | Pos. | Migliore cl. individuale   |
| ---- | --------- | ---- | -------------------------- |
| 2004 | GSII      | 49º  | Oskari Kargu (945º)        |
| 2005 | Europe T. | 106º | Andrei Mustonen (940º)     |
| 2006 | Europe T. | 89º  | Mart Ojavee (514º)         |
| 2007 | Europe T. | 87º  | Mart Ojavee (245º)         |
| 2008 | Europe T. | 83º  | Adam Wadecki (167º)        |
| 2009 | Europe T. | 76º  | Gert Jõeäär (356º)         |
| 2010 | Europe T. | 76º  | Alessandro Bertuola (342º) |

## Palmarès

### Grandi Giri
- Giro d'Italia

Partecipazioni: 0
Vittorie di tappa: 0
Vittorie finali: 0
Altre classifiche: 0
- Tour de France

Partecipazioni: 0
Vittorie di tappa: 0
Vittorie finali: 0
Altre classifiche: 0
- Vuelta a España

Partecipazioni: 0
Vittorie di tappa: 0
Vittorie finali: 0
Altre classifiche: 0

### Campionati nazionali
- Campionati lettoni: 1

In linea: 2009 (Olegs Melehs)
- Campionati estoni: 1

Cronometro U-23: 2010 (Martin Puusepp)